# Władysław Śpiewak
Władysław Michał Śpiewak (ur. 23 września 1892 w Witkowicach, zm. ?) – podpułkownik piechoty Wojska Polskiego, kawaler Orderu Virtuti Militari.

## Życiorys
Urodził się 23 września 1892 w Witkowicach, pow. tarnobrzeski, jako syn Józefa.
W czasie I wojny światowej walczył w szeregach cesarskiej i królewskiej armii. 1 listopada 1917 roku został mianowany porucznikiem rezerwy piechoty. W 1917 roku jego oddziałem macierzystym był Cesarski Pułk Strzelców Nr I.
Wstąpił do Wojska Polskiego. Uczestniczył w wojnie z bolszewikami. 19 sierpnia 1920 roku został zatwierdzony z dniem 1 kwietnia 1920 roku w stopniu kapitana, w piechocie, w grupie oficerów byłej armii austriacko-węgierskiej. Pełnił wówczas służbę w 20 pułku piechoty. W 1921 roku pełnił służbę w 2 pułku strzelców podhalańskich. 3 maja 1922 roku został zweryfikowany w stopniu majora ze starszeństwem z 1 czerwca 1919 roku i 448. lokatą w korpusie oficerów piechoty, a jego oddziałem macierzystym był nadal 2 pułk strzelców podhalańskich. 22 lipca 1922 roku został zatwierdzony na stanowisku dowódcy batalionu w 5 pułku strzelców podhalańskich w Przemyślu. W latach 1923–1927 był dowódcą II batalionu detaszowanego w Samborze. W listopadzie 1927 został przesunięty na stanowisko kwatermistrza. 23 stycznia 1929 roku został mianowany podpułkownikiem ze starszeństwem z dniem 1 stycznia 1929 roku i 9. lokatą w korpusie oficerów piechoty. 12 marca 1929 roku został przeniesiony do 29 pułku Strzelców Kaniowskich w Kaliszu na stanowisko zastępcy dowódcy pułku. 28 czerwca 1933 roku został przeniesiony do Powiatowej Komendy Uzupełnień Tarnopol celem odbycia praktyki w służbie uzupełnień, z zachowaniem dotychczasowego dodatku służbowego. 7 czerwca 1934 roku został zatwierdzony na stanowisku komendanta Powiatowej Komendy Uzupełnień Tarnopol. Z dniem 1 września 1935 roku został przeniesiony do Powiatowej Komendy Uzupełnień Warszawa Powiat na stanowisko komendanta. 1 września 1938 roku  dowodzona przez niego jednostka została przemianowana na Komendę Rejonu Uzupełnień Warszawa Powiat,  zajmowane przez niego stanowisko otrzymało nazwę „komendant Rejonu Uzupełnień”.
W czasie kampanii wrześniowej 1939 roku dostał się do niemieckiej niewoli. Przebywał w Oflagu II C Woldenberg .

## Ordery i odznaczenia
- Krzyż Srebrny Orderu Wojskowego Virtuti Militari nr 4987 (27 grudnia 1921)[18][19]
- Krzyż Walecznych
- Złoty Krzyż Zasługi (10 listopada 1938) „za zasługi w służbie wojskowej”[20]
- Brązowy Medal za Długoletnią Służbę (2 maja 1938)[21]
- Krzyż Zasługi Wojskowej 3 klasy z dekoracją wojenną i mieczami (Austro-Węgry)
- Signum Laudis Brązowy Medal Zasługi Wojskowej z mieczami na wstążce Krzyża Zasługi Wojskowej (Austro-Węgry)
- Srebrny Medal Waleczności 2 klasy (Austro-Węgry)